# Sauze, Alpes-Maritimes
Sauze är en kommun i departementet Alpes-Maritimes i regionen Provence-Alpes-Côte d'Azur i sydöstra Frankrike. Kommunen ligger  i kantonen Guillaumes som ligger i arrondissementet Nice. År 2022 hade Sauze 69 invånare.

## Befolkningsutveckling
Antalet invånare i kommunen Sauze
Referens: INSEE